# Ленінруда
Ленінруда — залізорудний трест у місті Кривий Ріг.

## Історія
У 1930 році почав роботу трест «Руда», спадкоємець Південно-рудного тресту. 
У 1939 році на базі трест «Руда» утворено 3 залізорудні трести: «Дзержинськруда», «Жовтеньруда» і «Ленінруда».
Після ІІ світової війни чинними залишилися трести «Дзержинськруда» та «Ленінруда».
На 1969 р. трест видобував близько 20 мільйонів тонн залізняку — 15 % виробництва металургійної сировини у Криворізькому залізорудному басейні та 11 % загальносоюзного виробництва.
У 1973 році ліквідований через утворення промислового об'єднання «Кривбасруда».

## Опис
Трест об'єднував 6 шахтоуправлінь (рудоуправлінь): імені К. Лібкнехта, імені Комінтерну, імені М. В. Фрунзе, імені ХХ партз'їзду, імені Р. Люксембург, імені В. І. Леніна.
Видобута руда поставлялася на металургійні заводи Півдня СРСР та низки соціалістичних країн.